# August Gottlieb Meißner
August Gottlieb Meißner (Bautzen, 3 novembre 1753 – Fulda, 18 febbraio 1807) è stato un commediografo e scrittore tedesco.
Seguage dell'illuminismo, è stato professore di estetica presso l'Università di Praga e nell'ambito della storia della letteratura tedesca è considerato uno dei padri del romanzo giallo e poliziesco.

## Vita e opere
A.G. Meißner fece il suo debutto letterario nel 1776 con il testo per l'opera comica Das Grab des Mufti oder die zwei Geizigen, che fu rappresentata per la prima volta da Johann Adam Hiller a Lipsia il 17 gennaio 1779. Ha scritto anche altri libretti per operette e Singspiele. Nelle sue numerose pubblicazioni si è sempre dimostrato un avversario del Romanticismo e si è fatto conoscere come autore di divertenti romanzi storici. Ad esempio: Johann von Schwaben, 1780; Alkibiades, 1781-1788; Bianca Capella, 1785 e Masaniello 1784.
Diversi figli nacquero  dal suo matrimonio nel 1783 con la figlia del consigliere di corte, Johanna Becker. Sua figlia Bianca sposò Johann Gottlob von Quandt in seconde nozze. Il poeta Alfred Meissner fu suo nipote.
Dopo un viaggio in Austria nel 1785,come successore di Karl Heinrich Seibt, gli venne assegnata la cattedra di estetica e letteratura classica presso l'Università di Praga. Si è impegnato a promuovere la lingua tedesca nelle università e ha sostenuto l'ideale illuminista di favorire l'accesso all'istruzione anche alle fasce popolari. A Praga è stato direttore della rivista Apollo e ha curato la traduzione in tedesco di numerose opere letterarie, classiche e francesi.